# Artavasdo
Artavasdo (em latim: Artavasdus; em grego: Ἀρταύασδος ou Ἀρτάβασδος; romaniz.: Artaúasdos ou Artábasdos; em armênio/arménio: Արտավազդ; romaniz.: Artavazd), foi imperador bizantino de junho de 741 a novembro de 743. Usurpou o trono de Constantino V, que no entanto conservou a lealdade de alguns temas na Ásia Menor.

## Nome
Artavasdes, Artoasdes ou Artabazo (Artabazus) são as formas latinas do armênio Astavasde (em armênio/arménio: Արտաւազդ, Artawazd), que derivou do avéstico Axavasda (Ašavazdah-), "aquele que promove a justiça", através do iraniano antigo *Artavasda (*Artavazdah). Foi registrado em persa médio como *Ardevaste (*Ard-vast), em grego como Artabasdo (Αρτάβασδος, Artábasdos), Artauasdes (Αρταουάσδης, Artaouásdēs), Artabazes (Αρτάβαζης, Artábazēs) e Artabazo (Αρτάβαζος, Artábazos) e em árabe como Artabatus (em árabe: ارتاباتوس).

## Vida
O arménio Artavasdo foi nomeado governador (estratego) do Tema Armeníaco pelo imperador Anastácio II por volta de 713. Depois da queda de Anastácio, Artavasdo fez um acordo com o seu colega Leão III, o Isauro, o estratego do Tema Anatólio, para derrubar Teodósio III, o novo imperador. Este pacto foi reforçado com a promessa de noivado de Ana, filha de Leão, com Artavasdo, e o casamento realizou-se depois de Leão ter tomado o poder em março de 717.
Artavasdo foi nomeado curopalata e tornou-se comandante ou conde do Tema Opsiciano, desempenhando ao mesmo tempo o seu cargo original. Em junho de 741 ou de 742, depois da subida ao trono de Constantino V, filho de Leão, Artavasdo decidiu tomar o poder e atacou o seu cunhado enquanto este cruzava o Bósforo a caminho da Anatólia para combater os árabes do Califado Omíada na fronteira oriental do Império. Enquanto Constantino se refugiava em Amório, Artavasdo tomava Constantinopla com o apoio da população e era coroado imperador.
Artavasdo abandonou a política de iconoclastia do seu antecessor e restaurou a ortodoxia com o apoio do papa Zacarias. Pouco depois da sua subida ao trono Artavasdo nomeou a sua esposa, Ana, augusta e o seu filho, Nicéforo, coimperador, enquanto atribuía o comando do Tema Armeníaco ao seu filho Nicetas. Mas, enquanto Artavasdo podia contar com o apoio dos temas da Trácia e do Opsiciano, Constantino obteve o apoio dos temas Anatólico e Tracesiano.
O choque inevitável ocorreu em maio de 743, quando Artavasdo lançou uma ofensiva contra Constantino, mas foi derrotado. Mais tarde, nesse mesmo ano, Constantino derrotou Nicetas e, a 2 de novembro de 743, Artavasdo foi aprisionado quando Constantino V entrou de novo na sua capital. Artavasdo e os seus filhos foram cegados em público e postos em reclusão no Mosteiro de Chora nos arredores de Constantinopla. Não se conhece a data da sua morte.
Teófanes, o Confessor, relata que, trinta anos depois do fim da revolta, Constantino V, talvez ainda furioso pelo apoio que Ana deu às ambições do seu marido e filhos, obrigou a irmã a desenterrar as ossadas de Artavasdo, envolvê-los na sua capa e atirá-los para as chamadas covas de Pelágio, minas de cal, por entre os corpos dos criminosos executados.

## Família
Com a sua esposa Ana, filha do imperador Leão III, Artavasdo teve nove filhos, entre os quais se destacaram:
- Nicéforo, coimperador de 742 a 743.
- Nicetas, estratego do Tema Armeníaco de 742 a 743.